# HMS P311
L'HMS P311 fou un submarí de classe T de la Royal Navy britànica, l'única embarcació de la seva classe que mai arribà a rebre un nom. Havia de rebre el nom de «Tutankhamen» però la nau es va perdre abans que aquest fet formalment es dugués a terme. El P311 fou una l'embarcació de classe T grup 3 construïda per Vickers-Armstrongs a Barrow-in-Furness (Anglaterra), encarregada el 5 de març de 1942 sota l'ordre del lloctinent R.D. Cayley. Fou un dels dos únics submarins de classe T finalitzats sense canó antiaeri Oerlikon 20 mm, sent l'altre el HMS Trespasser.

## Denominació
El Primer ministre del Regne Unit Winston Churchill constatà en tres ocasions a l'Almirallat (5 de novembre, 19 desembre i 27 de desembre de 1942) que tots els submarins haurien de tenir un nom. En el darrer anunci, suggerí una llista de noms i insistí que en el compliment del mandat en un període de quinze dies. El P311 fou assignat amb el nom de «Tutankhamen», en referència a faraó egipci Tutankamon. Hagués estat l'única nau de la Royal Navy que rebia aquest nom al llarg del temps de l'Armada. Entre finals de desembre de 1942 i inicis de gener de 1943 es perdé el seu rastre mentre navegava pel Mar Mediterrani, abans que el nou nom fos formalment assignat. Per això no se'l coneix com a Tutankhamen, sinó que rep el nom oficial de P311.

## Trajectòria
S'uní a la 10a Flotilla de Submarins a Malta el novembre de 1942, i se li perdé la pista entre el 30 de desembre de 1942 i el 8 de gener de 1943 mentre feia ruta cap a La Maddalena, Sardenya, on fou atacat per dos creuers de la Marina Militare amb canons de 8 polzades, el Gorizia i el Trieste, utilitzant torpedes humans duts a la coberta, dins de l'operació Principal. S'informà com a desaparegut el 8 de gener de 1943 quan no retornà a base.

## Descoberta de les restes
A finals de maig de 2016, la Royal Navy anuncià que estava investigant unes restes trobades el 22 de maig de 2016 prop de l'illa de Tavolara pel bussejador Massimo Domenico Bondone, que les identificà com a P311. Bondone informà que havia fet la identificació basant-se amb les restes de dos carro de guerra lligats al seu casc.